# Juraj Bílej
Major Juraj Bílej (25. prosince 1904 Oleňovo – 23. ledna 1945 Hrabkov) byl československý policejní a armádní důstojník, účastník Slovenského národního povstání, partyzán a příslušník 1. československého armádního sboru padlý ve druhé světové válce.

## Život

### Před druhou světovou válkou
Juraj Bílej se narodil 25. prosince 1904 v Oliňově v okrese Svaljava na Podkarpatské Rusi. Vystudoval střední školu a získal právní vzdělání, tzv. dišpenz. Vojenskou prezenční službu v Československé armádě absolvoval v Chustu mezi lety 1924 a 1926, kdy získal kvalifikaci důstojníka v záloze. I po odchodu do zálohy se účastnil četných (i dobrovolných) cvičení a kurzů, což mu zajistilo určitý kariérní a hodnostní postup. Stal se policejním důstojníkem, v závěru třicátých let zastával post policejního ředitele v Chustu. Během Všeobecné mobilizace na podzim roku 1938 sloužil na velitelství v Užhorodu. 

### Druhá světová válka
Po vzniku Slovenského štátu v březnu 1939 zůstal v řadách armády, mj. se od června 1941 do dubna 1942 účastnil jako velitel jezdecké eskadrony tažení do Sovětského svazu, kde získal Železný kříž II. třídy. Po návratu zastával velitelské funkce na východním Slovensku a zapojil se do protinacistického odboje. Mj. spolupracoval při dodávkách zbraní a munice partyzánským skupinám Čapajev a Pugačov. Po kolapsu plánů na zapojení dvou východoslovenských divizí do Slovenského národního povstání a jejich odzbrojení německou armádou přešel se svým oddílem otevřeně na stranu partyzánů. Na začátku operoval v rámci skupiny Stalin, od 16. září 1944 velel vlastní skupině Bílej v operačním prostoru v severovýchodním cípu Slovenska. Na konci listopadu 1944 vešel jeho oddíl v oblasti Vihorlatu do kontaktu s vojsky 4. ukrajinského frontu a zúčastnil se osvobození Michalovců. V prosinci 1944 se přihlásil do 1. československého armádního sboru a 7. ledna 1945 se stal velitelem 5. polního praporu jeho 3. samostatné brigády. Dne 21. ledna téhož roku utrpěl těžká zranění v bojích o Kapušany u Prešova, kterým o dva dny později podlehl na brigádní ošetřovně v Hrabkově. Zde byl i pohřben.

## Vyznamenání
- 1942 Medaile Za hrdinství III. stupně
- 1942 Železný kříž II. stupně
- 1946 Řád Slovenského národního povstání I. třídy in memoriam
- Československá medaile za zásluhy in memoriam